# Coenotes
Coenotes là một chi bướm đêm thuộc họ Sphingidae.

## Các loài
- Coenotes eremophilae - (Lucas 1891)
- Coenotes jakli - Haxaire & Melichar, 2007